# Gheorghe Sbora

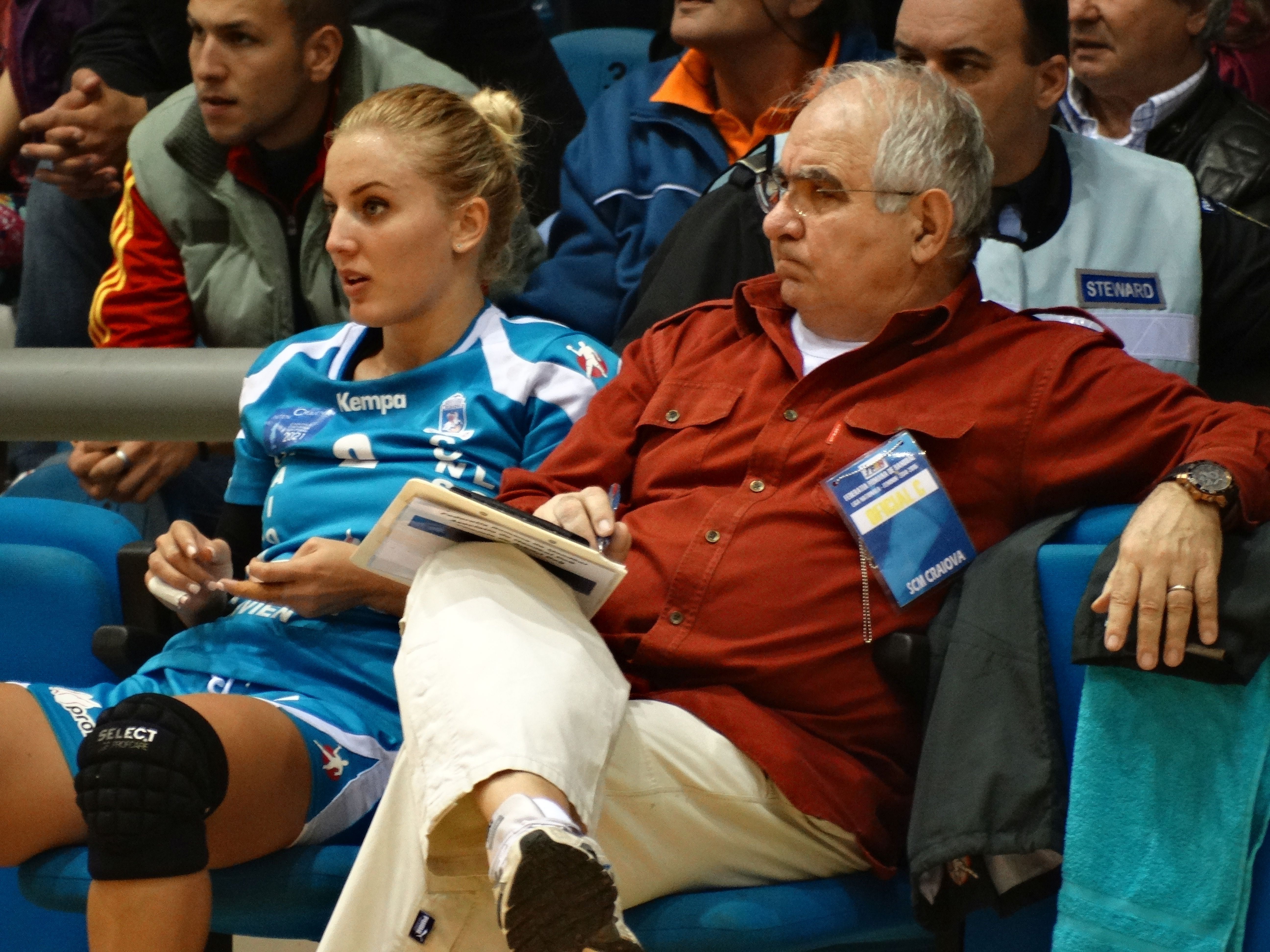
Gheorghe Sbora în 2014, când antrena SCM Craiova. În stânga, handbalista Andreea Ianăși.

Gheorghe Sbora (n. 8 februarie 1946, în Craiova) este un fost antrenor de handbal român, considerat unul din cei mai semnificativi profesori de specialitate din orașul natal și un preparator de marcă la nivel național. Antrenor secund sau principal al echipelor naționale feminine pentru toate categoriile de vârstă, Sbora a participat la două Campionate Mondiale, a concurat în cupe europene la nivel de club, iar în 1999 i s-a decernat distincția de antrenor emerit. La Craiova, Gheorghe Sbora a promovat în loturile de junioare și mai departe la senioare handbaliste precum Nicoleta Pleșoianu, Ileana Balaci, Gabriela și Ileana Tulea, Marilena Pătru sau Victorina Stoenescu.

## Biografie
Gheorghe Sbora a urmat cursurile Liceului „Frații Buzești” din Craiova, apoi pe cele ale Institutului de Educație Fizică și Sport din București. În 1971, după absolvire, el a fost încadrat ca profesor la Liceul cu Program Sportiv din Craiova și ca antrenor la secția de handbal a Clubului Sportiv Școlar din localitate, cu a cărui activitate a ajuns să se confunde. În 1980, Sbora a câștigat cu echipa CSȘ Craiova Campionatul Național de Junioare I., fiind singura performanță de acest fel din istoria clubului craiovean 
Performanțele sale ca antrenor la categorii de vârstă juvenile l-au adus și în atenția Federației Române de Handbal. Între 1980 și 1987 a îndeplinit funcția de antrenor secund al echipei naționale de junioare a României, la început împreună cu antrenorul principal Dan Hotnog, iar între 1982 și 1987 alături de Bogdan Macovei. În 1988 și 1989 a condus echipa națională de tineret, cu care a câștigat de două ori medalia de aur pentru această categorie de vârstă la Jocurile Balcanice.
La nivel de club, profesorul Sbora a reușit la finalul sezonului 1988-1989 să promoveze în Divizia A echipa de senioare CFR Craiova, iar în 1990 a câștigat medalia de argint în Campionatul Național de Junioare I, cu CSȘ Universitatea Craiova.
Începând din 1989, Gheorghe Sbora a lucrat din nou ca antrenor secund cu principalul Bogdan Macovei, de data aceasta la echipa de senioare a României. Cei doi au condus echipele României care s-au clasat pe locul al VII-lea la Campionatul Mondial din 1990, respectiv locul al IV-lea la Campionatul Mondial din 1993. De asemenea, Gheorghe Sbora din postura de antrenor secund și Lucian Râșniță din cea de antrenor principal, au calificat echipa României la prima ediție a Campionatului European.
Între 1994 și 1995, Sbora a antrenat echipa sârbă ŽORK Kruševac, iar între 1996 și 1997 pe Șuiorul AGECOM Baia Mare, cu care a ajuns până în sferturile Cupei Cupelor EHF, fiind eliminată de Handball-Club Leipzig.
În toamna anului 2000, după un periplu la Dorobanțul Ploiești, Gheorghe Sbora a părăsit din nou România și a antrenat echipele spaniole Akaba Bera Bera, între 2000 și 2001, și BM Mar Alicante până în ianuarie 2002, când și-a reziliat contractul pe cale amiabilă. La întoarcerea în România nu i s-a propus nici un contract și a plecat din nou în străinătate. A antrenat timp de un an în Siria și alți trei ani în Cipru, înainte de a reveni din nou în România.
Începând din 2007, activitatea lui Gheorghe Sbora s-a confundat aproape un deceniu cu cea a SCM Craiova, echipă înființată în acel an. A ocupat în mai multe rânduri postul de antrenor principal, antrenor secund sau director tehnic al echipei.
În ianuarie 2017 a preluat echipa SCM Râmnicu Vâlcea, mai întâi în calitate de antrenor principal, apoi de secund al lui Aurelian Roșca. În martie 2018, după demisia lui Roșca, Sbora a redevenit antrenor principal, funcție pe care a deținut-o până în vara aceluiași an.
Înainte de pensionare, Gheorghe Sbora a predat educația fizică la Școala Gimnazială nr.30 „Mihai Viteazul” din Craiova, unde a profesat alături de soția sa, Viorica Sbora.

## Palmares
Club
- Cupa Cupelor:
  - Sferturi de finală: 1997 (cu AGECOM Baia Mare)

- Cupa României: 
  - Locul 2: 2018 (cu HCM Râmnicu Vâlcea)
  - Locul 3: 1993 (cu CFR Craiova), 2015 (cu SCM Craiova)

- Campionatul Național de Junioare I:
  - Câștigător: 1980 (cu CSȘ Craiova)
  - Locul 2: 1990 (cu CSȘ Craiova)
  - Locul 3: 1981, 1988, 1989 (cu CSȘ Craiova)

Echipa națională:
- Campionatul Mondial: 
  - Locul 4: 1993 (antrenor secund)
  - Locul 7: 1990 (antrenor secund)

- Campionatul Mondial Grupa B: 
  - Locul 4: 1989 (antrenor secund)

- Jocurile Balcanice:
  -  Medalie de aur: 1991

- Jocurile Balcanice (tineret):
  -  Medalie de aur: 1988, 1989

- Trofeul Carpați:
  -  Medalie de aur: 1993